# Петров, Иван Павлович
Иван Павлович Петров (18 мая 1923 — 18 декабря 1979) — советский футболист, полузащитник. Игрок куйбышевских «Крыльев Советов», принимал участие в первом в истории клуба чемпионате СССР по футболу 1945 по итогам которого клуб вышел в Первую группу.

## Карьера
С 1939 года занимался в юношеской команде «Крылья Советов» (Москва)
С 1945 по 1951 год играл в куйбышевских «Крылья Советов». 3 июня 1945 года участвовал в первом матче «Крыльев» в Чемпионате СССР против горьковского «Торпедо» (1:1). Всего в 1945 году провел 4 матча во II группе чемпионата, по итогам сезона команда вышла в Высшую лигу. За шесть сезонов в Высшей лиге провел 31 матч.
После окончания игровой карьеры работал тренером в команде авиационного завода «Крылья Советов».

## Статистика выступлений за клуб
| Клуб             | Сезон            | Чемпионат | Чемпионат |
| Клуб             | Сезон            | Игры      | Голы      |
| ---------------- | ---------------- | --------- | --------- |
| Крылья Советов   | 1945             | 4         | 0         |
| Крылья Советов   | 1946             | 4         | 0         |
| Крылья Советов   | 1947             | 3         | 0         |
| Крылья Советов   | 1948             | 4         | 0         |
| Крылья Советов   | 1949             | 16        | 0         |
| Крылья Советов   | 1950             | 1         | 0         |
| Крылья Советов   | 1951             | 3         | 0         |
| Всего за карьеру | Всего за карьеру | 35        | 0         |